# Liste der Kulturdenkmale in Niedergrunstedt
Diese Liste enthält die Kulturdenkmale in Niedergrunstedt, einem Ortsteil von Weimar.

## Legende
- Bild: zeigt ein Bild des Kulturdenkmals und gegebenenfalls einen Link zu weiteren Fotos des Kulturdenkmals im Medienarchiv Wikimedia Commons
- Bezeichnung: Name, Bezeichnung oder die Art des Kulturdenkmals
- Lage: Wenn vorhanden Straßenname und Hausnummer des Kulturdenkmals; Grundsortierung der Liste erfolgt nach dieser Adresse. Der Link Karte führt zu verschiedenen Kartendarstellungen und nennt die Koordinaten des Kulturdenkmals.
 Kartenansicht, um Koordinaten zu setzen – in dieser Kartenansicht sind Kulturdenkmale ohne Koordinaten mit einem roten bzw. orangen Marker dargestellt und können in der Karte gesetzt werden. Kulturdenkmale ohne Bild sind mit einem blauen bzw. roten Marker gekennzeichnet, Kulturdenkmale mit Bild mit einem grünen bzw. orangen Marker.
- Datierung: gibt das Jahr der Fertigstellung beziehungsweise das Datum der Erstnennung oder den Zeitraum der Errichtung an
- Beschreibung: bauliche und geschichtliche Einzelheiten des Kulturdenkmals, vorzugsweise die Denkmaleigenschaften
- ID: Die ID identifiziert das Kulturdenkmal eindeutig. In Thüringen sind aktuell keine IDs veröffentlicht. In der ID-Spalte kann sich auch folgendes Icon  befinden, dies führt zu Angaben zu diesem Kulturdenkmal bei Wikidata.

## Denkmalliste
| Bild                           | Bezeichnung              | Lage                      | Datierung | Beschreibung | ID |
| ------------------------------ | ------------------------ | ------------------------- | --------- | --- | -- |
| BW                             | Denkmalensemble Ortskern | Ortskern (Karte)          |           | bauliche Gesamtanlage, Geltungsgbereich: Am Bäckerplatz 1, 10; Am Anger gesamt; Lindenstraße 21, 23, 25, 30, 32, 34, 36; Schulweg gesamt |    |
| Fotos hochladen                | ehemaliges Backhaus      | Am Bäckerplatz 1 (Karte)  |           | ehemaliges Backhaus |    |
| BW                             | Keller                   | Am Bäckerplatz 6 (Karte)  |           | Keller unter der Scheune |    |
| Fotos hochladen                | Brauhaus                 | Am Bäckerplatz 10 (Karte) |           | Brauhaus |    |
| Fotos hochladen                | Pfarrhaus                | Schulweg 2 (Karte)        |           | Pfarrhaus |    |
| weitere Bilder Fotos hochladen | Kirche                   | Schulweg 3 (Karte)        |           | Kirche St. Mauritius mit Ausstattung und Friedhof                                                                                        |    |
| Fotos hochladen                | ehemalige Schule         | Schulweg 4 (Karte)        |           | ehemalige Schule |    |